# Solitaire planeet
Een solitaire planeet, zwerfplaneet, of weesplaneet (Eng. 'rogue planet', 'free-floating planet' of FFP) is een hemellichaam met de massa van een planeet die niet door de zwaartekracht gebonden is aan een (moeder-)ster. Solitaire planeten zijn aldus grote interstellaire objecten.
Het kan zijn dat de solitaire planeet een planeet was die uit het planetenstelsel is gestoten waarin ze ooit is ontstaan, of dat de solitaire planeet nooit gebonden is geweest aan een ster maar zelf is ontstaan als een sub-bruine dwerg. Ongeacht de oorsprong van het object vinden astronomen dat de definitie van het begrip planeet uit moet gaan van de huidige staat van observatie en niet de oorsprong van het object. Schattingen van het aantal solitaire planeten in de Melkweg lopen uiteen van 2 tot 100.000 keer het aantal aanwezige sterren, wat neerkomt op een aantal van tussen de 4 × 109 en 200 × 1012 solitaire planeten.
De eerste bewezen solitaire planeten werden in 2000 ontdekt, door een Brits team en later dat jaar ook een door een Spaans onderzoeksteam, en het eerste paar planeten zonder moederster werd ontdekt in 2023.

## Kandidaten
- CFBDSIR 2149-0403
- PSO J318.5-22